# Grand Prix-wegrace van Frankrijk 1966
De Grand Prix-wegrace van Frankrijk 1966 was de derde Grand Prix van het wereldkampioenschap wegrace voor motorfietsen in het seizoen 1966. De races werden verreden op 29 mei op het Circuit de Charade nabij Clermont-Ferrand. Alleen de 250cc-klasse, de 350cc-klasse en de zijspanklasse kwamen aan de start.

## 350cc-klasse
In Frankrijk kreeg Mike Hailwood meer tegenstand van Giacomo Agostini met de MV Agusta, maar die finishte uiteindelijk toch met 20 seconden achterstand. Jim Redman werd zelfs op 2 minuten en 46 seconden gereden en had nog moeite gehad om Tarquinio Provini achter zich te houden, maar die viel na twee ronden uit.
| Pos | Coureur          | Merk      | Tijd      | Punten |
| --- | ---------------- | --------- | --------- | ------ |
| 1   | Mike Hailwood    | Honda     | 1:15"42'9 | 8      |
| 2   | Giacomo Agostini | MV Agusta | +19'3     | 6      |
| 3   | Jim Redman       | Honda     | +2"45'6   | 4      |
| 4   | Gilberto Milani  | Aermacchi | +1 ronde  | 3      |
| 5   | Renzo Pasolini   | Aermacchi | +1 ronde  | 2      |
| 6   | Bruce Beale      | Honda     | +1 ronde  | 1      |
| 7   | Malcolm Stanton  | Norton    | +2 ronden |        |
| 8   | Jacques Roca     | Ducati    | +2 ronden |        |
| 9   | Ron Wilson       | Norton    | +2 ronden |        |
| 10  | Gøsta Jensen     | Honda     | +3 ronden |        |

| Coureur           | Merk    | Oorzaak |
| ----------------- | ------- | ------- |
| Tarquinio Provini | Benelli |         |

| Coureur           | Merk       |
| ----------------- | ---------- |
| Jack Ahearn       | Norton     |
| Kel Carruthers    | Norton     |
| František Boček   | ČZ         |
| František Šťastný | Jawa       |
| Gustav Havel      | Jawa       |
| Heinz Rosner      | MZ         |
| Chris Conn        | Norton     |
| Dave Simmonds     | Norton     |
| Joe Dunphy        | Norton     |
| John Blanchard    | Seeley-AJS |
| Phil Read         | Yamaha     |
| Stuart Graham     | AJS        |
| Tommy Robb        | Bultaco    |
| Alberto Pagani    | Aermacchi  |
| Silvio Grassetti  | Bianchi    |
| Kenzo Muromachi   | Honda      |
| Kent Andersson    | Husqvarna  |
| Byron Black       | Honda      |

### Top tien tussenstand 350cc-klasse
| Pos | Coureur           | Merk      | Ptn |
| --- | ----------------- | --------- | --- |
| 1   | Mike Hailwood     | Honda     | 16  |
| 2   | Giacomo Agostini  | MV Agusta | 6   |
| 2   | Tarquinio Provini | Benelli   | 6   |
| 4   | Bruce Beale       | Honda     | 5   |
| 5   | Jim Redman        | Honda     | 4   |
| 6   | Silvio Grassetti  | Bianchi   | 3   |
| 6   | Gilberto Milani   | Aermacchi | 3   |
| 8   | Gustav Havel      | Jawa      | 2   |
| 8   | Renzo Pasolini    | Aermacchi | 2   |
| 10  | František Boček   | ČZ        | 1   |

## 250cc-klasse
Tijdens de Grand Prix van Frankrijk won Mike Hailwood beide soloklassen, als eerste de 250cc-race. Jim Redman bezette de tweede plaats met liefst 46 seconden achterstand. Phil Read werd op 1 minuut en 21 seconden derde en was meteen de laatste coureur die niet op minstens één ronde achterstand werd gezet.
| Pos | Coureur         | Merk      | Tijd      | Punten |
| --- | --------------- | --------- | --------- | ------ |
| 1   | Mike Hailwood   | Honda     | 1:07"51'4 | 8      |
| 2   | Jim Redman      | Honda     | +45'8     | 6      |
| 3   | Phil Read       | Yamaha    | +1"22'3   | 4      |
| 4   | Derek Woodman   | MZ        | +1 ronde  | 3      |
| 5   | Heinz Rosner    | MZ        | +1 ronde  | 2      |
| 6   | Daniel Lhéraud  | Yamaha    | +1 ronde  | 1      |
| 7   | Gilberto Milani | Aermacchi | +2 ronden |        |
| 8   | Claude Vigreux  | Morini    | +2 ronden |        |
| 9   | Jacques Roca    | Bultaco   | +2 ronden |        |
| 10  | Renzo Pasolini  | Aermacchi | +3 ronden |        |

| Coureur   | Merk   | Oorzaak  |
| --------- | ------ | -------- |
| Mike Duff | Yamaha | Blessure |

| Coureur           | Merk             |
| ----------------- | ---------------- |
| Jack Findlay      | Bultaco          |
| Kevin Cass        | Bultaco          |
| Len Atlee         | Cotton           |
| Gyula Marsovszky  | Bultaco          |
| František Šťastný | Jawa             |
| Günter Beer       | Honda            |
| Bill Ivy          | Yamaha           |
| Bill Smith        | Bultaco          |
| Bob Anderson      | Yamaha           |
| Jim Curry         | Honda            |
| Peter Inchley     | Bultaco-Villiers |
| Selwyn Griffiths  | Royal Enfield    |
| Stuart Graham     | Honda            |
| Tommy Robb        | Bultaco          |
| Alberto Pagani    | Aermacchi        |
| Giuseppe Visenzi  | Aermacchi        |
| Akiyasu Motohashi | Yamaha           |
| Hiroshi Hasegawa  | Yamaha           |
| Ginger Molloy     | Bultaco          |
| Bruce Beale       | Honda            |
| Kent Andersson    | Husqvarna        |

### Top tien tussenstand 250cc-klasse
| Pos | Coureur           | Merk      | Ptn |
| --- | ----------------- | --------- | --- |
| 1   | Mike Hailwood     | Honda     | 24  |
| 2   | Derek Woodman     | MZ        | 12  |
| 2   | Jim Redman        | Honda     | 12  |
| 4   | Bill Ivy          | Yamaha    | 4   |
| 4   | Renzo Pasolini    | Aermacchi | 4   |
| 4   | Phil Read         | Yamaha    | 4   |
| 7   | Jack Findlay      | Bultaco   | 3   |
| 7   | Heinz Rosner      | MZ        | 3   |
| 9   | Kent Andersson    | Husqvarna | 2   |
| 9   | František Šťastný | Jawa      | 2   |

## Zijspanklasse
In Frankrijk viel een debutant op, Klaus Enders, die met zijn bakkenist Reinhold Mannischeff het gevecht aanging met Max Deubel/Emil Hörner maar een fout maakte en naast de baan schoof. Fritz Scheidegger reed van start tot finish aan de leiding, Deubel moest zich terug laten vallen door een slecht lopende motor en werd uiteindelijk derde achter Colin Seeley/Wally Rawlings.
| Pos | Coureur           | Bakkenist        | Merk | Tijd     | Punten |
| --- | ----------------- | ---------------- | ---- | -------- | ------ |
| 1   | Fritz Scheidegger | John Robinson    | BMW  | 59"05'5  | 8      |
| 2   | Colin Seeley      | Wally Rawlings   | BMW  | +39'6    | 6      |
| 3   | Max Deubel        | Emil Hörner      | BMW  |          | 4      |
| 4   | Georg Auerbacher  | Wolfgang Kalauch | BMW  |          | 3      |
| 5   | Chris Vincent     | Graham Steward   | BMW  |          | 2      |
| 6   | Barry Thompson    | Gerald Wood      | BMW  | +1 ronde | 1      |

| Coureur      | Bakkenist           | Merk | Oorzaak |
| ------------ | ------------------- | ---- | ------- |
| Klaus Enders | Reinhold Mannischef | BMW  |         |

| Coureur               | Bakkenist       | Merk |
| --------------------- | --------------- | ---- |
| Heinz Luthringshauser | Hermann Hahn    | BMW  |
| Otto Kölle            | Heinz Marquardt | BMW  |
| Siegfried Schauzu     | Horst Schneider | BMW  |
| Barry Dungsworth      | Neil Caddow     | BMW  |
| Tony Wakefield        | Graham Milton   | BMW  |

### Top zeven tussenstand zijspanklasse
| Pos | Coureur               | Bakkenist                       | Merk | Ptn |
| --- | --------------------- | ------------------------------- | ---- | --- |
| 1   | Fritz Scheidegger     | John Robinson                   | BMW  | 16  |
| 2   | Max Deubel            | Emil Hörner                     | BMW  | 10  |
| 2   | Colin Seeley          | Wally Rawlings                  | BMW  | 10  |
| 4   | Georg Auerbacher      | Eduard Dein en Wolfgang Kalauch | BMW  | 6   |
| 5   | Chris Vincent         | Graham Steward                  | BMW  | 4   |
| 6   | Heinz Luthringshauser | Hermann Hahn                    | BMW  | 1   |
| 6   | Barry Thompson        | Gerald Wood                     | BMW  | 1   |

(Slechts zeven combinaties hadden al punten gescoord)
1920 · 1921 · 1922 · 1923 · 1924 · 1925 · 1926 · 1927 · 1928 · 1929 · 1930 · 1931 · 1932 · 1933 · 1935 · 1936 · 1937 · 1938 · 1939 · 1949 · 1951 ·  1953 · 1954 · 1955 · 1958 · 1959 · 1960 · 1961 · 1962 · 1963 · 1964 · 1965 · 1966 · 1967 · 1969 · 1970 · 1972 · 1973 · 1974 · 1975 · 1976 · 1977 · 1978 · 1979 · 1980 · 1981 · 1982 · 1983 · 1984 · 1985 · 1986 · 1987 · 1988 · 1989 · 1990 · 1991 · 1992 · 1994 · 1995 · 1996 · 1997 · 1998 · 1999 · 2000 · 2001 · 2002 · 2003 · 2004 · 2005 · 2006 · 2007 · 2008 · 2009 · 2010 · 2011 · 2012 · 2013 · 2014 · 2015 · 2016 · 2017 · 2018 · 2019 · 2020 · 2021 · 2022 · 2023 · 2024 · 2025